# Султангабиев, Серик Газисович
Се́рик Гази́сович Султангаби́ев (род. 25 ноября 1972, Введенка, Кустанайская область) — российский офицер, полковник внутренних войск МВД России. Герой Российской Федерации (2014).
Участник Первой и Второй чеченских войн. Прошёл путь от командира разведывательного взвода 78-го отдельного разведывательного батальона 2-й гвардейской танковой дивизии до командира мотострелкового батальона 255-го гвардейского мотострелкового полка 20-й гвардейской мотострелковой дивизии. С 2009 года продолжил службу во внутренних войсках МВД России, затем служил в полиции. 25 сентября 2014 года спас своего подчинённого военнослужащего при взрыве гранаты РГД-5.

## Биография
Родился и вырос в селе Введенка Мендыкаринского района Кустанайской области Казахской ССР в многодетной (шестеро детей) казахской семье. Отец — скотник, мать — доярка. После окончания Введенской средней школы поступил в Челябинское высшее танковое командное училище имени 50-летия Великого Октября.

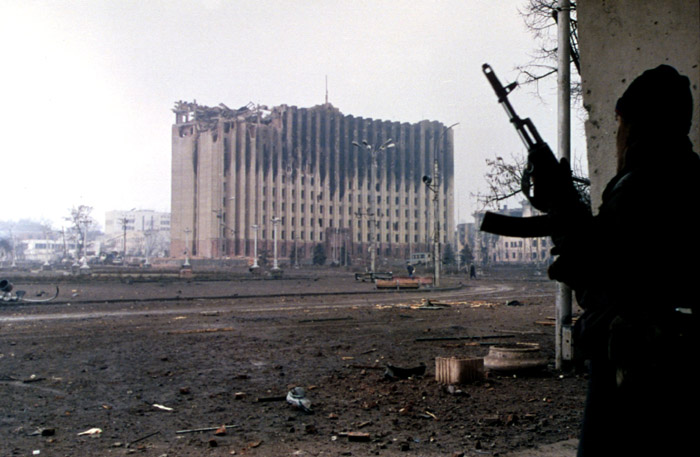
Полуразрушенный «Президентский дворец» в Грозном, январь 1995

Участвовал в Первой чеченской войне. В январе 1995 года лейтенант Султангабиев в составе 78-го отдельного разведывательного батальона 2-й гвардейской танковой дивизии Северо-Кавказского военного округа принимал участие в штурме Грозного и взятии «Президентского дворца». В период с 15 по 17 января батальон пробивался к «Президентскому дворцу». Штурмовая группа, в которой находился и Султангабиев, вышла в тыл чеченцев, оборонявшихся в бывшем здании обкома, но в районе гостиницы «Кавказ» попала в окружение. Противостояние между разведчиками и боевиками длилось двое суток; в это время федеральные войска захватили здание обкома и вышли прямо к «Президентскому дворцу». Батальон выбил силы ЧРИ из здания краеведческого музея и закрепился там, отбивая атаки боевиков — всего солдаты отразили 11 нападений, несколько раз сходились в рукопашном бою. Затем войска смогли взять штурмом гостиницу «Кавказ», а позже и центр Грозного. За свои действия Султангабиев был отмечен медалью «За отвагу».
Принимал участие в боевых действиях Второй чеченской войны, в 2000 году был награждён медалью ордена «За заслуги перед Отечеством» II степени с мечами.
С 2007 года по 2009 год учился в Военной академии имени М. В. Фрунзе, затем проходил службу в танковых частях Вооружённых Сил Российской Федерации на Северном Кавказе, в Чечне, работал заместителем командира специального моторизованного полка, начальником штаба полка ППС в Челябинске, командиром полицейского батальона в войсковой части 5425 в Екатеринбурге. В 2012 году в составе полка ППС выполнял задачи по оказанию содействия сотрудникам Пограничной службы ФСБ России в охране государственной границы РФ в Челябинской области.
5 мая 2014 года был назначен на должность командира войсковой части № 3275 в городе Лесном Свердловской области (командира отдельного полка по охране важных государственных объектов и специальных грузов).
25 сентября в 12:30 по местному времени (10:30 по московскому времени) на учебном полигоне войсковой части 3275 в городе Лесной во время учений младший сержант Алексей Теленин выронил гранату РГД-5 после того, как выдернул чеку. Султангабиев оттолкнул сержанта и прикрыл его от взрыва, получив множественные ранения.
По словам заместителя командующего войсками Уральского регионального командования ВВ МВД РФ Виктора Бышовца:
У сержанта Теленина во время метания боевой гранаты граната выскользнула из руки и упала за спину. Командир полка увидел это, выбросил, скажем так, вытолкнул сержанта Теленина из окопа и тем самым спас жизнь военнослужащему. Соответственно, времени было на принятие решения всего лишь четыре секунды, и обезопасить себя он не успел.
После произошедшего Султангабиев перенёс несколько операций в территориальной медико-санитарной части города Лесной, врачи оценивали его состояние как стабильно тяжёлое. Султангабиева оперировали 5 часов, после чего ввели в состояние искусственной медикаментозной комы, по словам врачей, полковника от смерти спас только бронежилет. У спасённого им солдата, получившего после произошедшего нервный срыв, диагностировали осколочные ранения мягких тканей ног. Позднее следователи военной прокуратуры не нашли в его действиях состава преступления.
30 сентября Султангабиева доставили в Екатеринбург на вертолёте: в пути он находился в состоянии медикаментозного сна и был подключен к аппарату искусственной вентиляции лёгких. 14 октября полковник пришёл в себя.
По словам представителя Уральского командования Внутренних войск МВД России Аллы Авдеевой, было принято решение о представлении Султангабиева к ордену Мужества. Однако главнокомандующий внутренними войсками МВД России генерал-полковник Виктор Золотов предложил представить Султангабиева к званию Героя Российской Федерации.
24 ноября 2014 года Указом Президента Российской Федерации № 731 за мужество и героизм, проявленные при исполнении воинского долга, полковнику Султангабиеву было присвоено звание Героя Российской Федерации.
В феврале 2015 года Султангабиев был удостоен высшей награды мусульман России ордена Почёта «Аль-Фахр» I степени. Награду вручил председатель Совета муфтиев России шейх Равиль Гайнутдин.
Проходил длительный курс лечения в Главном военном клиническом госпитале внутренних войск МВД России (Балашиха), летом 2015 года вернулся на Урал, где проходит амбулаторное лечение в пятом военном клиническом госпитале Уральского регионального командования внутренних войск МВД России в Екатеринбурге.
10 декабря 2015 года Султангабиев получил Золотую Звезду Героя Российской Федерации из рук президента Российской Федерации Владимира Путина на торжественной церемонии вручения государственных наград в Московском Кремле.

## Награды и звания

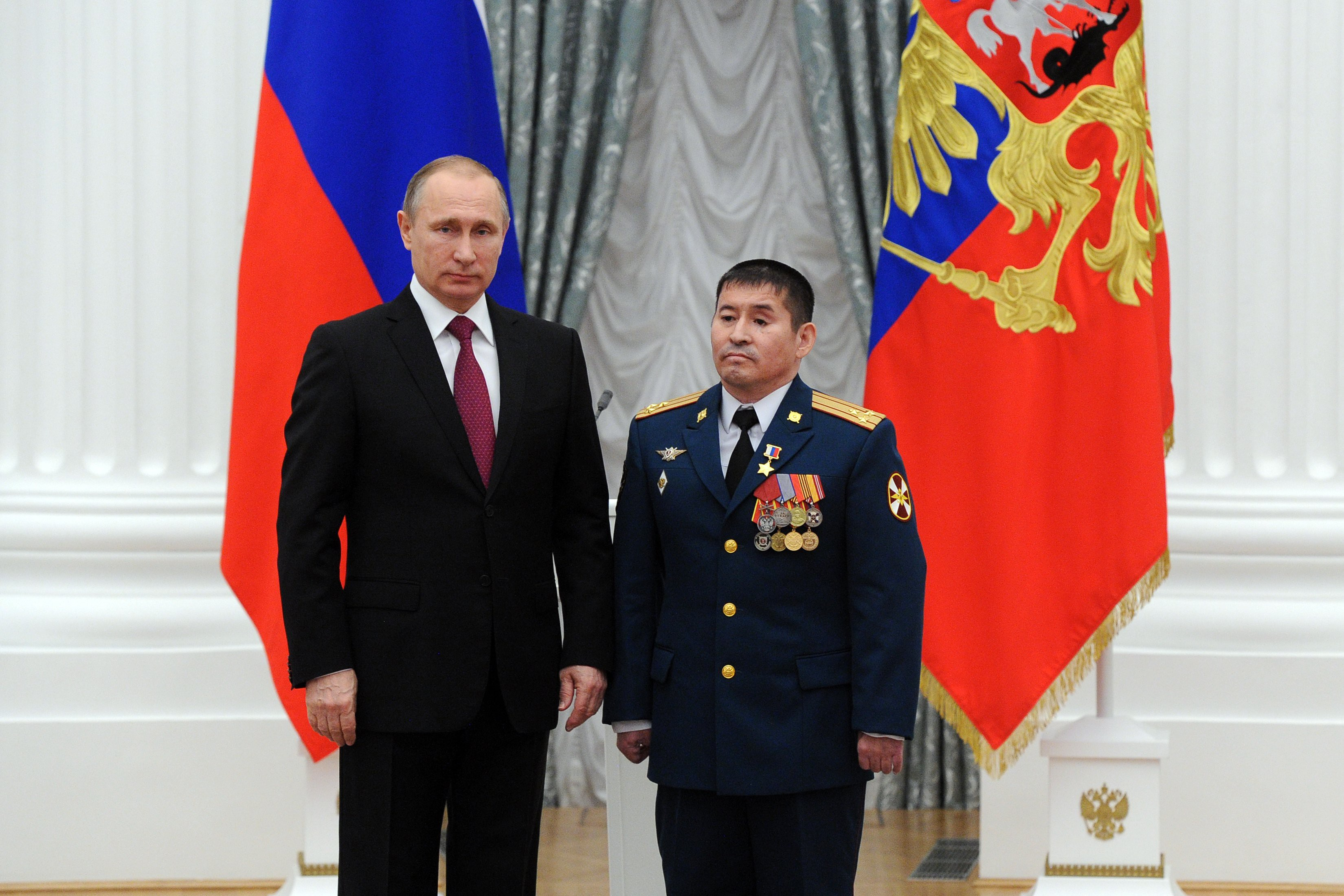
Серик Султангабиев и Владимир Путин на церемонии вручения государственных наград 10 декабря 2015 года

Российские государственные награды и звания:
- Герой Российской Федерации
- Медаль ордена «За заслуги перед Отечеством» II степени с мечами (2000)[1][3]
- Медаль «За отвагу» (1995)[1][3]
- Медаль Жукова (2005)[1][23]

Российские ведомственные награды:
- Медаль «За воинскую доблесть» (Минобороны) II степени[23]
- Медаль «За отличие в службе» (МВД) I степени
- Медаль «За отличие в военной службе» (Минобороны) II и III степени
- Медаль «200 лет внутренним войскам МВД России»
- Медаль «Спешите делать добро» (Уполномоченного по правам человека в РФ) (17 декабря 2014) — за мужество, проявленное при защите права человека на жизнь[24]

Общественные и конфессиональные награды:
- Орден «Аль-Фахр» I степени (26 февраля 2015)[17]
- Орден Бауыржана Момышулы (Казахстан, 16 апреля 2016)[25]

## Семья, личная жизнь
В конце 1990-х во время службы в Волгограде познакомился со своей будущей женой Екатериной Викторовной, которая также служит вместе с ним. Сын Руслан.
Одна из сестёр, Гульбаги Демисенова, живёт в родном селе Введенка в Казахстане, где похоронены отец и мать С. Г. Султангабиева.
Увлекается спортом, в особенности футболом.